# 习大大爱着彭麻麻
《习大大爱着彭麻麻》是一首华语流行歌曲，由宋志刚作词，余润泽、徐铵、流天依作曲，余润泽、徐铵主唱。

## 歌名
歌名中的“习大大”、“彭麻麻”，得名于中国大陆网络与新闻媒体对现任中共中央总书记习近平及其夫人彭丽媛的尊称。大大在中国北方方言中有父亲、伯父或祖父之意；麻麻则取“妈妈”的谐音。

## 创作过程
词作者宋志刚来自河南省郑州市。据他介绍，2014年11月16日，他从中国中央电视台上看到有关习近平和彭丽媛的报道后，“灵感迸发”，用了一个多小时作成本歌的初稿。同样来自河南省的余润泽、徐铵、流天依看后，四个人一拍即合，不到两个小时就写出了《习大大爱着彭麻麻》旋律。11月18日晚11点25分，他们将歌曲上传至网络，至11月23日点击量已超过2200万，并被央视新闻、凤凰网等媒体的新浪微博账号转发，“网上赢来一片叫好声”。
制作信息
- 作词：宋志刚
- 作曲：余润泽、徐铵、流天依
- 编曲：余润泽、徐铵、流天依
- 主唱：余润泽、徐铵

## 反响与评价
新华网发表评论说，《习大大爱着彭麻麻》迅速走红，“生动、活泼、颠覆式的表现手法固然是其流行的必要条件，但神曲背后通过爱所传递的家国情怀，才是引发无数人共鸣的根本原因”。《纽约时报》报道说，“宋志刚和这首献给习近平与彭丽媛的赞歌的其他主创人员并未表示他们是在宣传官员的提议下创作的。不过，这个举动刚好与官方提升习近平形象的工作相吻合。”也有人认为应该警惕中国重新出现个人崇拜。